# Leroy Southers
Leroy W. Southers jr. (Minot (North Dakota), 13 juli 1941 – Lancaster (New Hampshire), 9 november 2003) was een Amerikaans componist, muziekpedagoog en hoboïst.

## Levensloop
Southers studeerde aan de University of Southern California in Los Angeles en behaalde daar in 1963 zijn Bachelor of Music, in 1965 zijn Master of Music en promoveerde in 1990 aldaar tot Ph.D. (Philosophiæ Doctor). Zijn leraren waren Ingolf Dahl en Halsey Stevens.
Als hoboïst werkte hij mee in het Beverly Hills Symphony Orchestra, Eastern Sierra Music Festivals, Loyola Marymount University Orchestra en in verschillende kamerensembles, onder andere in het Schoenberg Quintet.
Hij doceerde aan het Los Angeles Institute of the Performing Arts. Hij kreeg garanties en studiebeurs voor compositie van de Ford Foundation en de National endowment on the Arts. Hij werd professor aan de University of Southern California in Los Angeles. Verschillende jaren later werd hij, zonder christen of zelfs rooms-katholiek te zijn, professor en na zes jaar hoofd van de muziek afdeling aan de Rooms-Katholieke Loyola Marymount University in Westchester, Los Angeles. Hij bleef in het totaal veertien jaar in Westchester. In 1993 vertrok hij naar de oostkust, omdat zijn echtgenote een functie als lerares in New Hampshire kreeg. Hij werd professor aan het bekende Berklee College of Music in Boston, Massachusetts, Tot zijn leerlingen behoren Tom Grimley, Edmond Allmond en Michael Tilson Thomas, de dirigent van het San Francisco Symphony Orchestra .
Southers was secretaris van de National Association of Composers, USA (NACUSA) in de jaren 1970 en 1980.
Als componist schreef hij rond 100 werken voor verschillende genres, zoals drie symfonieën, een opera, twee complete missen, kamermuziek, werken voor harmonieorkest, solo's voor strijkers, blazers en koperinstrumenten (een stuk voor twaalf gelijke trompetten) en een zangcyclus. Hij werkte ook aan de productie van een discografie "The Toscanini Legacy – His Orchestral Repertoire on Compact Discs".

## Composities

### Werken voor orkest
- 1967 Symphony, voor kamerensemble
- 2001 Homage to Ingolf Dahl
- A Straussian Fantasy
- Serenade Nr. 2

### Werken voor harmonieorkest
- 1964 Essay
- 1967 Concerto, voor vier hoorns en harmonieorkest
- 1968 Study
- 1976 Cancrizans, voor twee trompetten en harmonieorkest

### Missen en Cantates
- 1968 The Ghost of the Buffaloes, cantate voor bas-bariton, groot gemengd koor en orkest – tekst: Nicholas Vachel Lindsay
- Mis, voor gemengd koor en orkest
- Mis, voor gemengd koor a capella

### Werken voor koren
- As It Fell Upon a Day, voor gemengd jeugdkoor – tekst: Lewis Carroll
- Mock Turtle's Song, voor gemengd jeugdkoor – tekst: Lewis Carroll
- O, No John, voor vijfstemmig gemengd koor (SSATB) – tekst: van de componist
- Three Folk Songs, voor vijfstemmig gemengd koor (SSATB)
  1. GreenBriar Shore (Ontario)
  2. The Beloved Kitten (England)
  3. Jenny Jenkens (USA)
- The Troll, voor gemengd koor en orkest – tekst: John Ronald Reuel Tolkien

### Vocale muziek
- 1992 A birthday greeting for Caroline, voor zangstem en piano
- 1994 I'm dreaming of a green new year, voor zangstem en piano
- A Belated New Year Carol, voor zangstem en piano
- Five songs, voor sopraan en piano – tekst: Robert Burns
  1. Prelude
  2. O, The Deuk's Dang O'er My Daddie, O"
  3. The Cats Like Kitchen
  4. As Down the Burn
  5. O, Wert Thou in the Cold Blast
  6. Blythe Hae I Been On Yon Hill
  7. Postlude
- Six Epigrams on French Witticisms, voor bas en piano
- Three songs, voor bas-bariton en blazerskwintet – tekst: Charles Pierre Baudelaire
  1. I Worship You
  2. Holy Pleasure
  3. Envoi from "The Litany for Satan"
- Two songs, voor zang en piano WO – tekst: Lewis Carrol

### Kamermuziek
- 2003 Serenade, voor tien blazers
  1. March
  2. Sonata
  3. Air
  4. Minuet
  5. Finale and March
- Evolutions, voor trompet en orgel
- Five Aphorisms and a Statement, voor dwarsfluit en piano
- Five Contrapuncti, voor blazers trio (dwarsfluit, hobo en klarinet)
  1. Mirror Canon with Palindrome
  2. Imitative Canon at the Upper and Lower Fifth with Coda
  3. Cancrizans with Palindrome
  4. Prolation Canons and Cadenzas
  5. Triple Fugue
- Strijkkwartet Nr. 1
- Three Spheres, voor trompetensemble

### Werken voor piano
- 1958 Piece for One of Jackie's Piano Students
- 1963 Sonata, voor piano
- Happy birthday to Jackie

### Pedagogische Werken
- Contemporary Music for two trumpets